# Taganskaja (stacja metra na linii Tagansko-Krasnopriesnienskaja)
Taganskaja (ros. Таганская) – stacja moskiewskiego metra linii Tagańsko-Krasnopriesnieńskiej (kod 116). Stację nazwano od pobliskiej ulicy i placu. Istnieje tu możliwość przejścia na stacje Taganskaja linii okrężnej i Marksistskaja linii Kalinińskiej. Wyjścia prowadzą na ulicę Bolszie Kamenszcziki i plac Taganskaja.

## Wystrój
Stacja jest trzykomorowa, jednopoziomowa, posiada jeden peron. Masywne kolumny pokryto białym marmurem z ozdobnym, brązowym pasem. Ściany nad torami obłożono białymi i czarnymi płytkami ceramicznymi i udekorowano metalowymi panelami przedstawiającymi Ikara, kosmonautę etc. Podłogi wyłożono szarym i czerwonym granitem. Na zachodnim końcu i w środku głównego hallu znajdują się przejścia na inne linie.